# Gorice (Skradin)
Gorice su selo u općini Skradin, nalaze se na 43°53`51.23" sjeverne zemljopisne širine i 15°52`42.22" istočne zemljopisne dužine.
Trenutačno u Goricama živi 27 stanovnika (2011.).

## Povijest
Mjesto se od 1991. do 1995. godine nalazilo pod srpskom okupacijom, tj. bilo je u sastavu SAO Krajine.

## Stanovništvo
| broj stanovnika | 87    |       | 95    | 103   | 87    | 156   | 160   | 223   | 166   | 161   | 154   | 132   | 135   | 158   | 14    | 27    | 22    |
|                 | 1857. | 1869. | 1880. | 1890. | 1900. | 1910. | 1921. | 1931. | 1948. | 1953. | 1961. | 1971. | 1981. | 1991. | 2001. | 2011. | 2021. |